# 비산강변축구장
비산강변축구장(飛山江邊蹴球場, Bisan Riverside Football Field)은 대한민국 대구광역시에 있는 스포츠 시설이다. 토사 필드가 갖춰진 경기장이며, 2016년에 준공되었다.

## 참고 문헌
- “비산강변축구장”. 대구공공시설관리공단.
- 《2023 전국 공공체육시설 현황 (2022년 12월말 기준)》. 대한민국 문화체육관광부. 2024.